# Katarina Bangata

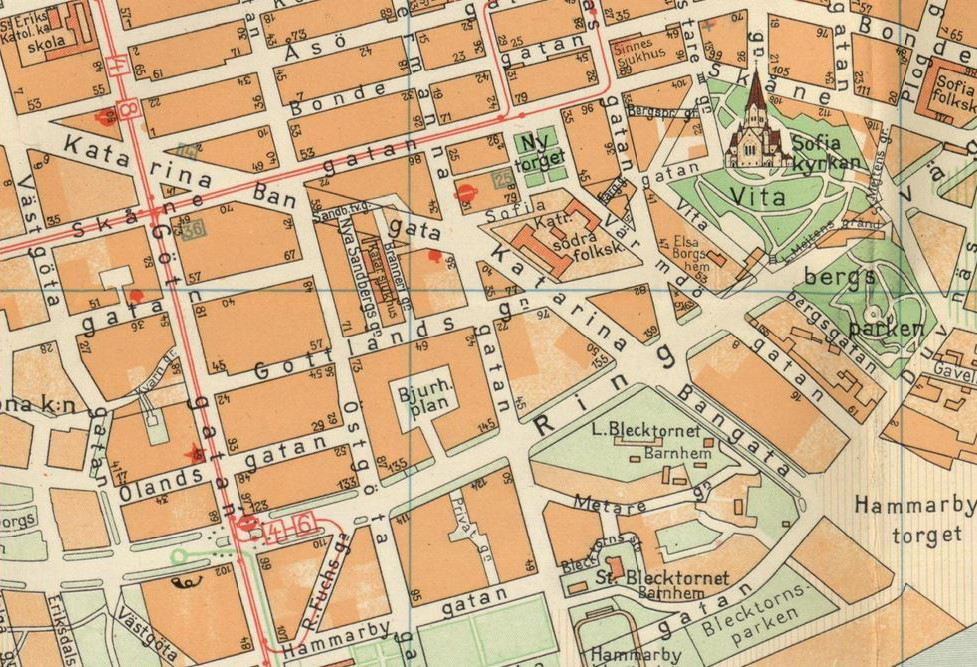
Katarina Bangata, karta från 1926.

Katarina Bangata är en gata i stadsdelen Södermalm i Stockholms innerstad. Det är en allégata med intilliggande körbana som sträcker sig från Götgatan 71 vid Skatteskrapan, via Greta Garbos torg, till Vintertullstorget nära Hammarby sjö i stadsdelens sydöstra del.

## Historia

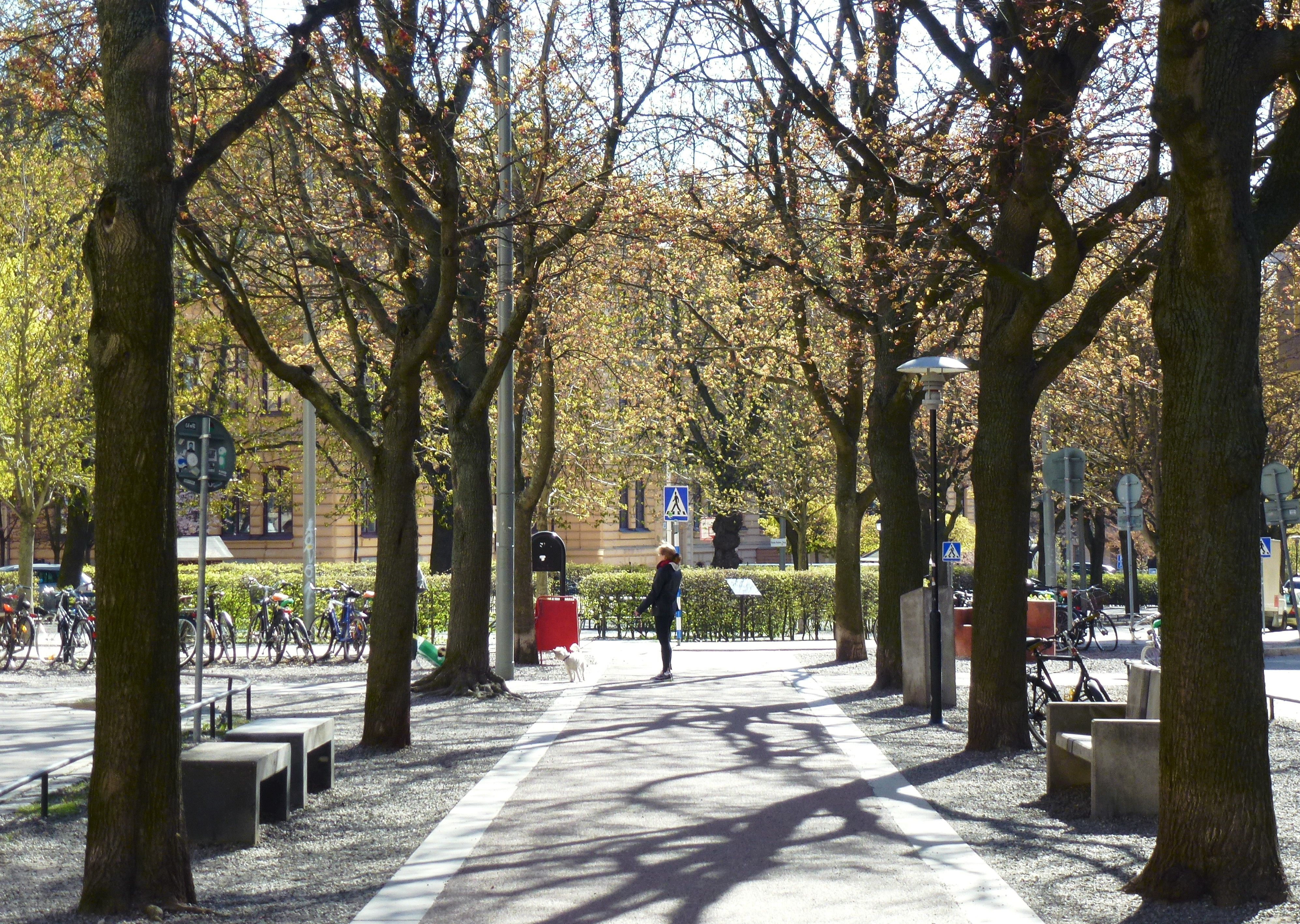
Katarina Bangata österut mot Greta Garbos torg, april 2014.

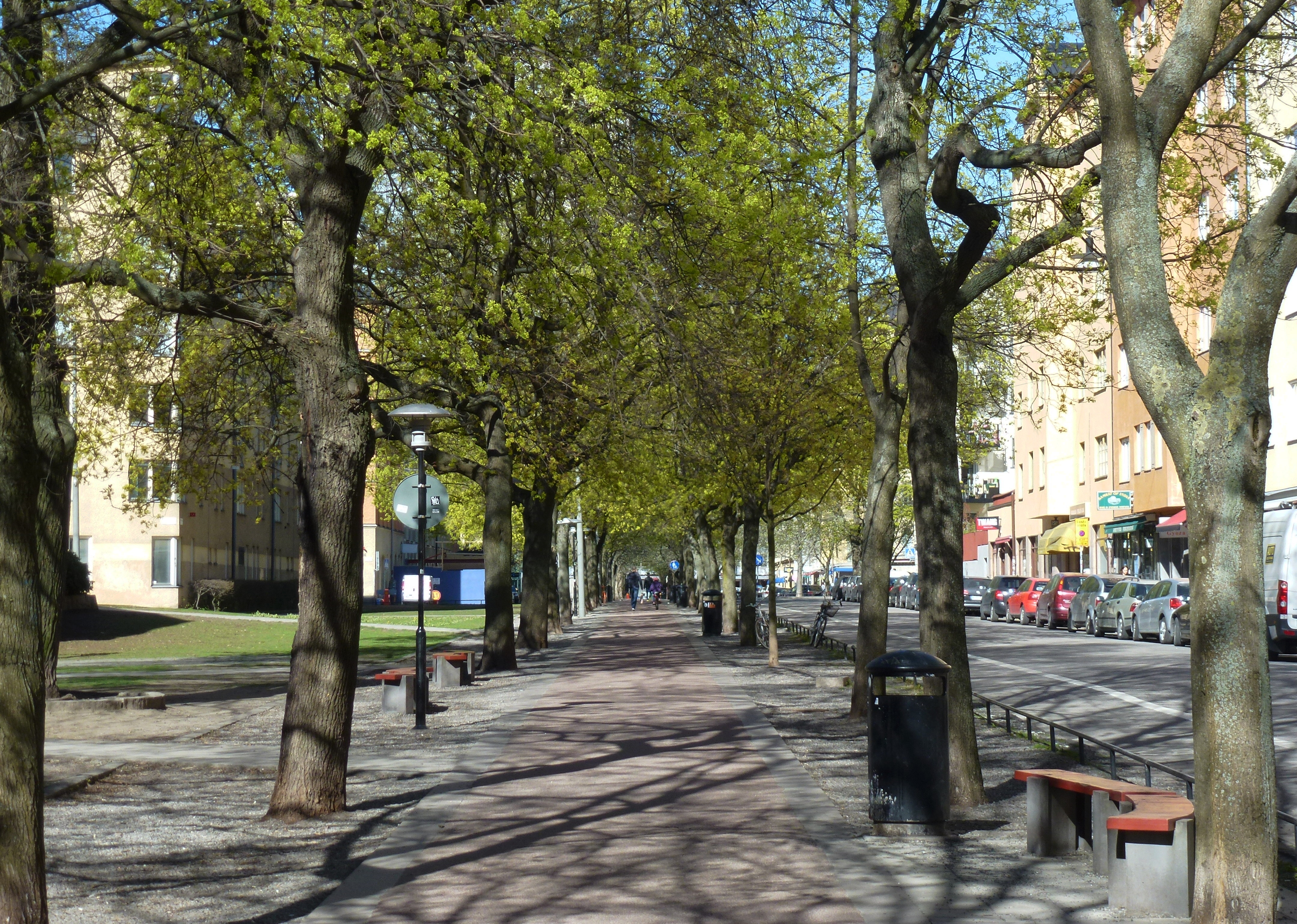
Katarina Bangata västerut mot Skatteskrapan, april 2014.

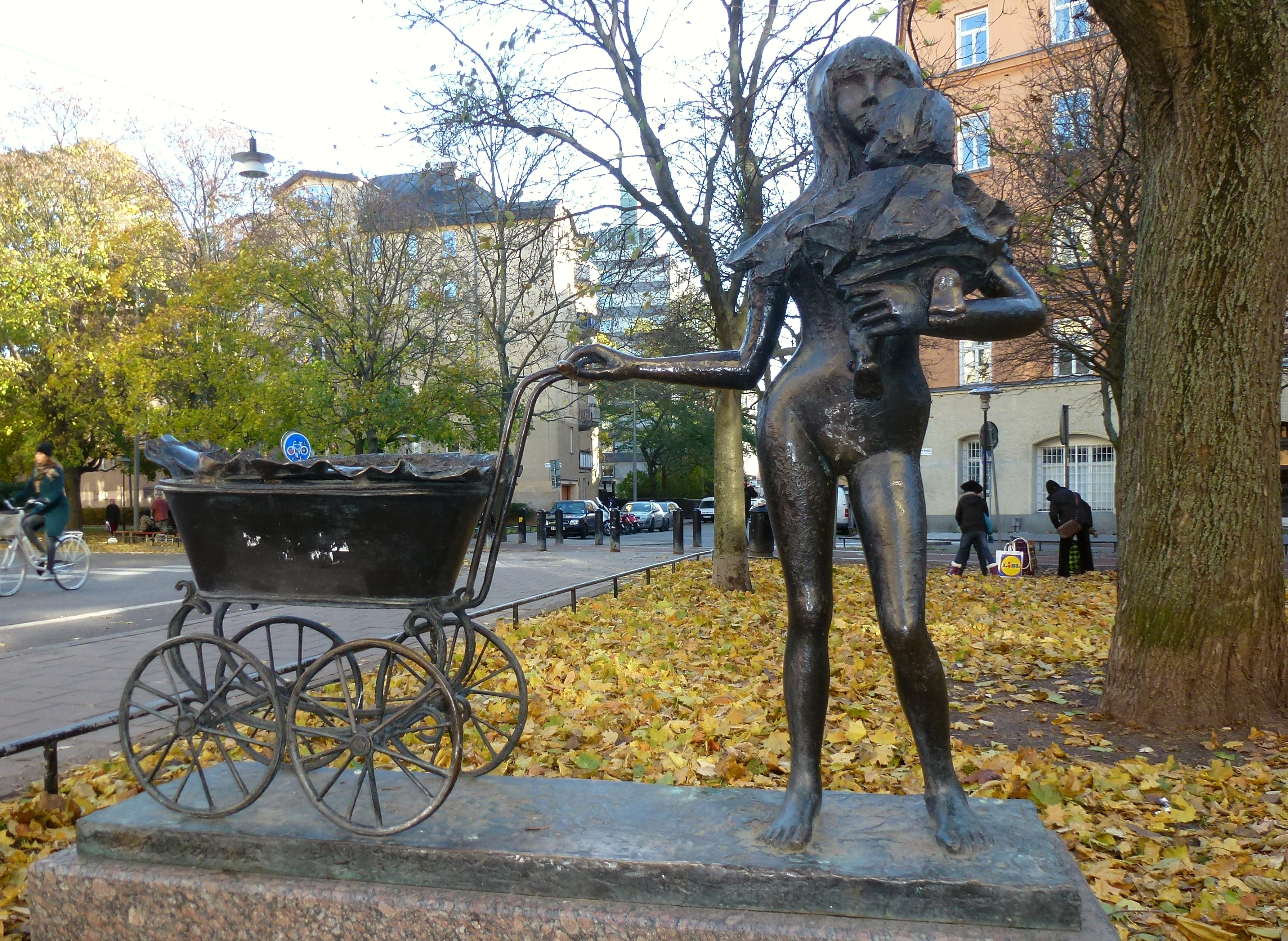
Jannica och dockvagnen.

Gatan fick sitt nuvarande namn efter Stockholms stadsfullmäktiges beslut om Namnrevisionen i Stockholm 1885. Där beskrevs gatan som "å ömse sidor längs järnvägens tänkta utsträckning från Åsögatan åt öster och sydost". I slutet av 1800-talet var Katarina Bangata en planerad järnvägssträckning mellan Stockholm Södra till nuvarande Åsögatan 100 och vidare till Danvikstull med spårdelning på en plats som kallades Hammarbytorget (nuvarande Vintertullstorget). Beredningsutskottet till stadsfullmäktige föreslog att järnvägen skulle sänkas så att tvärgatorna Ringvägen, Götgatan och Östgötagatan skulle kunna behålla sin profil med hjälp av broar. Planerna blev aldrig verklighet och omkring 1930 anlades en promenadallé istället för järnvägsspår. Längs den numera asfaltsbelagda promenadgatan har man planterat 93 lönnar som en allé.

## Nutid
År 1998 rustades hela gatan upp till en kostnad av 10 500 000 kronor och landskapsarkitekten Jonas Anders Berglund tilldelades årets Sienapris för projektet.
På Katarina Bangata hålls sedan 2001 säsongsvis Bondens marknad där egenodlade produkter säljs i stånd längs allégatan från Götgatan till Greta Garbos torg.

### Konstverk längs gatan
I ordning från Götgatan mot Vintertullstorget.
- Stående figur av Rune Rydelius.
- Jannica och dockvagnen av Gunnel Frieberg.
- Vi ses vid målet av Olle Adrin.
- Greta Garbo av Tomas Qvarsebo.
- Lilla elefanten drömmer av Torsten Renqvist.
- Vinterfågel av Göran Lange.

### Gatunummer
- Nr 25 - Ernfrid Bogstedts ateljé.
- Nr 41 - Katarina södra skola.
- Nr 42 - Lennart Skoglunds hem.
- Nr 70 - Lilla Blecktornet, uppförd 1781.
- Nr 77 - Orionteatern, tidigare AB Axel G Janssons fabrik.

## Händelser längs gatan
- 1975 - Nacka Skoglund avlider i sin lägenhet på Katarina Bangata 42.[6]
- 1976 - På Katarina Bangata 55 avslöjas källarlokalen där Anna-Greta Leijon skulle hållas fången under Operation Leo.[7]
- 2004 - Konstkossan Mu-ta med klöver ko-mpis av Benny Ekman står utställd vid Östgötagatan under CowParade Stockholm.[8]
- 18 november 2005 - Brand i Katarina södra skola.[9]
- 24 december 2005 - Cirka 400 personer samlas vid Nackas hörna för att hedra Nacka Skoglund och lyssna på Ulf Larssons Nackaberättelser.[10]